# Ricardo de Albuquerque
Ricardo de Albuquerque è un quartiere (bairro) della Zona Nord della città di Rio de Janeiro in Brasile.

## Amministrazione
Ricardo de Albuquerque fu istituito come bairro a sé stante il 23 luglio 1981 come parte della Regione Amministrativa XXII - Anchieta del municipio di Rio de Janeiro.